# 入口效应
入口效应（entrance effect）：又称巴勒斯效应(Barus effect)，指熔融聚合物通过管道变化的截面发生取向且弹性储能的现象。

## 入口效应机理
注射成型时，聚合物熔体经常需要通过截面大小不同的浇口和流道，当熔体经过流道截面变化的部位时，将会因界面的影响发生弹性收敛运动，使压力降突然增大。

## 入口效应现象
聚合物流体经过流道截面变化的部位时，由大到小的截面变化产生的收缩以及流体的粘弹特性，会使得流体的流线产生变化。流体流线形成锥状边界，即为入口收敛流动。

## 入口效应产生的因素

### 入口压力损失
在形成入口收敛流动时，聚合物材料在熔融状态下，通过由大到小的入口区域收缩流动时，会受到剪切、挤压的作用，流动的聚合物会发生性变而储能，同时产生粘性耗散，导致流入口处压力损失。

### 法向应力效应
聚合物熔体在变化的截面流动时，因其自身的粘弹特性，分子取向必然也会发生改变，形成各向异性，从而产生法向应力效应，导致法向应力差。法向应力差是引起诸如爬杆现象，压孔现象等一些特殊流变现象的主要原因。

## 入口效应影响
聚合物加工过程中，管道的尺寸的变化会产生死角，使得聚合物因停留过久而引起分解，同时不利于降低流动过程中因强烈干扰带来的总压力降，增大了能耗和流动缺陷，降低了产品质量和设备生产能力。

## 生产中的不利影响及消除方法

### 不利影响
入口效应通常对聚合物加工来说是不利的，特别是在注射、挤出和纤维纺丝过程中，可能导制产品变形和扭曲，降低制品尺寸稳定做并可能在制品内引入内应力，降低产品机械性能。

### 消除方法
增加管子长度、增加管径、L/D增加，减小入口端的收敛角，适当降低加工应力、增加加工温度、给以牵伸力，减小弹性变形的不利因素。

## 入口效应的利用

### 双管毛细管流变仪
零长毛细管—形状与普通毛细管相同，只是长径比很小。
该流变仪可以在一次实验中得到：由它直接获得入口压力降，获得弹性信息。